# Josipdol
Josipdol (Duits: Josephthal) is een gemeente in de Kroatische provincie Karlovac.
Josipdol telt 3987 inwoners. De oppervlakte bedraagt 165,41 km², de bevolkingsdichtheid is 24,1 inwoners per km².
Steden (gradovi): Karlovac · Duga Resa · Ogulin · Ozalj · Slunj

Gemeenten (općine): Barilović · Bosiljevo · Cetingrad · Draganić · Generalski Stol · Josipdol · Kamanje · Krnjak · Lasinja · Netretić · Plaški · Rakovica · Ribnik · Saborsko · Tounj · Vojnić · Žakanje